# 川附
川附（かわつけ）は愛媛県松山市の地名。2012年10月1日現在の人口は3,794人、世帯数は1,789世帯。郵便番号は790-0921。

## 地理
松山市南東部に位置する田園地帯。町内は宅地化が進む。三町、松末、枝松、小坂、天山、東石井、星岡町、北久米町と接している。

### 河川
- 川附川

### 山岳
- 土亀山

## 交通
伊予鉄道横河原線の福音寺駅が町内にある。愛媛県内最大の交通量を誇る国道11号がある。

## 施設
- イヨテツスポーツセンター
- 松山市立福音小学校
- 天山トロン温泉
- 川附川管理道路
- 川附公園（福音公園）
- 川附公民館